# Schoharie (falu, New York)
Schoharie település az Amerikai Egyesült Államok New York államában, Schoharie megyében, melynek megyeszékhelye is. Lakosainak száma 916 fő (2020. április 1.).

## Népesség
A település népességének változása:
| Lakosok száma | 1030 | 922  | 916  |
|               | 2000 | 2010 | 2020 |